# پایان (مجموعه تلویزیونی)
پایان (به ترکی استانبولی: Son) یک مجموعه تلویزیونی ترکی در ژانر روان‌شناختی به کارگردانی اولوچ بایراکتار است که از کانال آ تی‌وی ترکیه در سال ۲۰۱۲ پخش شد.

## خلاصه داستان
در واقع همه چیز آنطور که به نظر می‌رسد نیست. یک ازدواج موفق، زن و شوهری که یکدیگر را دوست دارند. پدر و مادری که
به فرزندان خود اهمیت می‌دهند. بدون شک یک رابطه مطمئن و بدون دروغ.
یک روز این واقعیت که تمام زندگی شما یک دروغ بزرگ است مانند سیلی به صورت شما می‌خورد.
سه نوع زن وجود دارد: آن‌هایی که با خانه خود ازدواج کرده‌اند، آن‌هایی که با فرزندانشان ازدواج کرده‌اند و آن‌هایی که با شوهرانشان ازدواج کرده‌اند.
آیلین زنی است که با شوهرش ازدواج کرده‌است اما یک روز می‌فهمد که تمام زندگی‌اش یک دروغ بزرگ است.

## پخش جهانی
| کشور                | شبکه پخش کننده        | شروع پخش                              | نام محلی              |
| ------------------- | --------------------- | ------------------------------------- | --------------------- |
| ترکیه               | ATV                   | ۹ ژانویه ۲۰۱۲                         | Son                   |
| قبرس شمالی          | ATV                   | ۹ ژانویه ۲۰۱۲                         | Son                   |
| سوئد                | svt2                  | ۷ ژانویه ۲۰۱۳                         | Lögnen                |
| یونان               | ANT1                  | ۲۸ ژانویه ۲۰۱۳                        | Το τέλος              |
| قزاقستان            | 31 Kanal              | ۲۹ آوریل ۲۰۱۳                         | Шегініс               |
| پاکستان             | Express Entertainment | ۱۱ ژوئن ۲۰۱۳                          | Yeh Hai Meri Kahani   |
| مجارستان            | TV2                   | ۱۷ ژوئیه ۲۰۱۳                         | Hazugságok gyűrűjében |
| بلغارستان           | Diema Family          | ۱۳ سپتامبر ۲۰۱۳                       | Край или начало       |
| گرجستان             | Rustavi 2             | ۱۰ ژانویه ۲۰۱۴                        | დასასრული             |
| اتحادیه عرب         | MBC 4                 | ۲ فوریه ۲۰۱۴                          | لغز الماضی            |
| آلبانی              | Klan TV               | ۱۵ سپتامبر ۲۰۱۴                       | Fundi                 |
| بازسازی شده         |                       |                                       |                       |
| کشور                | شبکه پخش کننده        | شروع پخش                              | نام محلی              |
| فرانسه              | TF1                   | ۲۰۱۶                                  |                       |
| روسیه               | STS                   | ۲۰۱۵                                  |                       |
| ایالات متحده آمریکا | ABC                   | 2015 (didn't came over pilot episode) | Runner                |